# Isanthrene vespiformis
Isanthrene vespiformis är en fjärilsart som beskrevs av Butler 1876. Isanthrene vespiformis ingår i släktet Isanthrene och familjen björnspinnare. Inga underarter finns listade i Catalogue of Life.